# Água Funda (bairro)
Água Funda, antigamente chamado Vila Parque Calabrês, é um bairro paulistano da Zona Sudeste, de classe média situado no distrito do Cursino, que por sua vez é administrado pela subprefeitura do Ipiranga. O nome do bairro tem origem em um lago com águas muito fundas que existia no local, onde atualmente é uma construção do governo.
Na região da Água Funda está situado o Zoológico de São Paulo e o Parque Estadual das Fontes do Ipiranga, onde se encontra a nascente do Rio Ipiranga. Além de uma extensa área verde de quase 250 mil metros quadrados, que tem capacidade para acolher cerca de 6 mil pessoas, onde está localizado o Parque de Exposições Água Funda ou Centro de Exposições Imigrantes – que passou a chamar-se São Paulo Expo Exhibition & Convention Center. 
O bairro também abriga um conjunto arquitetônico-cultural, composto pelo Jardim Botânico, o Instituto de Botânica e o Museu Botânico João Barbosa Rodrigues.

## História
Depois da família Stefano lotear suas terras, no ano de 1947, se começaram os primeiros arruamentos do local. Miguel Stefano, empresário e empreendedor de origem libanesa, que carrega o nome da principal avenida do bairro, começou a comprar terrenos do bairro e construir residências para depois poder revendê-las. Chegou até a comprar quarteirões inteiros com a intenção de, posteriormente, serem revendidos. 

## Informações
No bairro da Água Funda também é localizado o famoso centro de eventos São Paulo Expo Exhibition & Convention Center (antes conhecido como Parque de Exposições Água Funda ou Centro de Exposições Imigrantes), que é cercado por uma área verde de 250 mil metros quadrados de extensão, com capacidade para acolher cerca de 6 mil pessoas.
O Museu Botânico João Barbosa Rodrigues, também está situado no bairro da Água Funda. Inaugurado em 1942, o local possui inúmeras amostras de plantas da flora brasileira, uma coleção de produtos extraídos das plantas, como fibras, óleos, madeiras, sementes, além de quadros e fotos representativas dos diversos ecossistemas do estado de São Paulo. Além do Jardim Botânico e do Instituto de Botânica, onde é possível encontrar o Orquidiário de São Paulo que possui diversas espécies de orquídeas, inclusive as mais raras.
Está no bairro da Água Funda, também, o visitado Zoológico de São Paulo, que conta com mais de três mil e duzentos animais. A área onde o bairro se localiza integra o Parque Estadual das Fontes do Ipiranga, onde se encontra a nascente do Rio Ipiranga.